# William Aubrey Darlington
William Aubrey Cecil Darlington, auch W.A. Darlington (1890–1979) war ein britischer Schriftsteller und Journalist.

## Leben und Karriere
Darlington besuchte die Shrewsbury School und das St John’s College in Cambridge, ehe er in die britische Armee während des Ersten Weltkriegs eintrat. Nach dem Krieg arbeitete er hauptberuflich als Journalist mit Focus auf Literaturkritik, unter anderem für die New York Times und den Daily Telegraph.
Er arbeitete zudem als Schriftsteller, von denen der 1920 erschienene Roman sein bekanntester ist und mehrfach verfilmt wurde, darunter 1920 als Alf’s Button, 1930 als Alf’s Button und 1938 in einem Marine-Setting als Alf’s Button Afloat.

## Rezeption
„Als Alf's Button seinen enormen Erfolg hatte, zuerst als Roman und dann als Film, war es erstaunlich, dass niemand, soweit ich mich erinnere, darauf hinwies, dass es alles F. Ansteys Buch The Brass Bottle verdankte... Ansteys Horace Ventimore wollte einfach nur von dem elenden Dschinn wegkommen, der ihm ständig Kamelle voller Rubine schenkte, Alfs Phantasie ging nicht weiter als bis zu Odalisken und Bierkrügen...“ - George Orwell, 1941.

## Werke
- Alf's Button (1920)
- Egbert (1925)
- Carpet Slippers (1931)
- I Do What I Like (MacDonald, 1947)
- The World of Gilbert and Sullivan (1950)
- Six Thousand and One Nights: Forty Years a Drama Critic (1960)